# Костюки (Гродненская область)
Костюки́ (бел. Касцюкі) — деревня в Даниловичском сельсовете Дятловского района Гродненской области Белоруссии. Согласно переписи населения 2009 года в Костюках проживало 48 человек.

## Этимология
Название деревни образовано от фамилий Костюк, Костюков и других.

## История
На начало XX века Костюки — деревня в Кошелёвской волости Новогрудского уезда Минской губернии. В 1909 году в Костюках было 50 хозяйств, 300 жителей.
В 1921—1939 годах Костюки находились в составе межвоенной Польской Республики. В 1923 году в Костюках имелось 52 хозяйства, проживало 263 человека. В сентябре 1939 года Костюки вошли в состав БССР.
В 1996 году Костюки входили в состав колхоза «Гвардия». В деревне насчитывалось 43 хозяйства, проживало 84 человека.